# Аналоговая обработка сигналов
Аналоговая обработка сигналов — любая обработка, производящаяся над аналоговыми сигналами аналоговыми средствами. В более узком смысле — математический алгоритм, обрабатывающий сигнал, представленный аналоговой электроникой, в котором математические значения представлены непрерывными физическими величинами, например, напряжением, электрическим током или электрическим зарядом. Небольшая ошибка или шум в сигнале будет представлен в результирующей ошибке обработанного сигнала. 
Первыми электронными приборами для обработки аналоговых сигналов были электронные лампы, затем их сменили транзисторы. Сегодня одним из основных элементов для аналоговой обработки сигнала является операционный усилитель.

## Способы аналоговой обработки сигналов
Аналоговая обработка сигнала включает в себя все базовые математические операции:
- сложение сигналов
- вычитание сигналов
- умножение сигналов
- деление сигналов

Также аналоговая обработка позволяет выполнять и более сложные операции, такие как:
- интегрирование
- дифференцирование
- фильтрация

и др.

## Как осуществляется аналоговая обработка сигналов
Аналоговая обработка сигнала любой сложности может осуществляться комбинацией трех основных электро-радио элементов (ЭРИ):
- операционный усилитель (транзистор)
- резистор
- конденсатор